# 콩고 민주 공화국의 국장

콩고 민주 공화국의 국장

콩고 민주 공화국의 국장은 2006년 2월 18일에 제정되었다.
국장 가운데에는 표범의 머리가 그려져 있다. 국장 왼쪽에는 코끼리 엄니가 그려져 있으며, 오른쪽에는 창이 그려져 있다. 국장 아래쪽에 있는 리본에는 콩고 민주 공화국의 나라 표어인 "정의, 평화, 노동"("Justice, Paix, Travail")이 프랑스어로 쓰여져 있다.

## 역대 국장

1885년-1908년 콩고 자유국의 문장
1908년-1960년 벨기에령 콩고의 문장
1971년-1997년 자이르의 국장
1997년-1999년 콩고 민주 공화국의 국장
1999년-2003년 콩고 민주 공화국의 국장
2003년-2006년 콩고 민주 공화국의 국장

## 같이 보기
- 콩고 민주 공화국의 국기